# Virginia City, Montana
Virginia City är administrativ huvudort i Madison County i Montana. Grundarna ville uppkalla orten Varina efter Amerikas konfedererade staters första dam Varina Davis mitt under pågående inbördeskrig trots att området kontrollerades av nordstaterna. En domare vägrade att godkänna Varina och registrerade namnet som Virginia City.